# 甲酸镧
甲酸镧是镧(III)的甲酸盐，化学式为La(HCOO)3，或写成La(HCO2)3。

## 性质
甲酸镧受热可以分解，分解先产生碱式甲酸镧［LaO(HCO2)］，然后得到碱式碳酸镧（La2O2CO3）（543~683K），之后进一步分解，得到氧化镧（La2O3）。